# 伊斯诺维尔
伊斯诺维尔（法語：Isneauville，法語發音：[isnovil]）是法国滨海塞纳省的一个市镇，属于鲁昂区。

## 地理
伊斯诺维尔（49°29'56"N, 1°8'33"E）面积8.2 平方千米，位于法国诺曼底大区滨海塞纳省，该省份为法国北部沿海省份，其西部及北部濒大西洋英吉利海峡，东起顺时针与索姆省、瓦兹省、厄尔省和卡爾瓦多斯省接壤。
与伊斯诺维尔接壤的市镇（或旧市镇、城区）包括：坎康普瓦、布瓦纪尧姆、方丹苏普雷欧、乌普维尔、圣马丹迪维维耶。

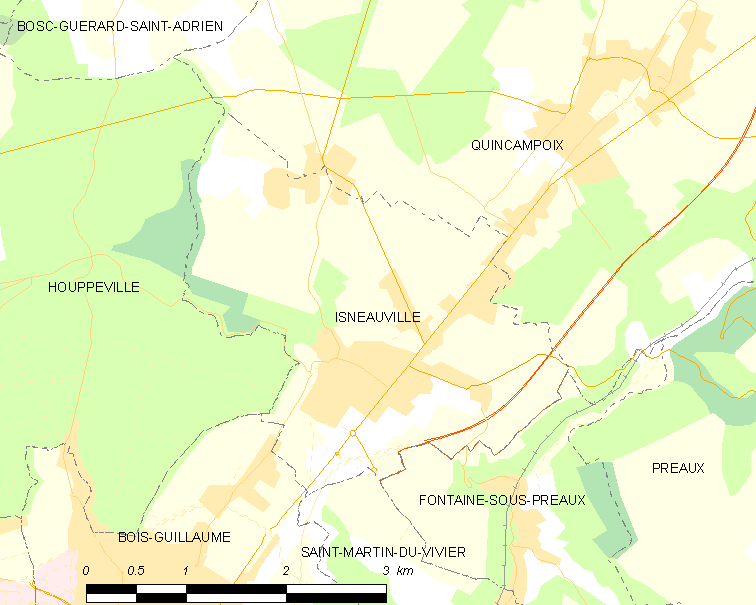
伊斯诺维尔的OSM定位图

伊斯诺维尔的时区为UTC+01:00、UTC+02:00（夏令时）。

## 行政
伊斯诺维尔的邮政编码为76230，INSEE市镇编码为76377。

## 政治
伊斯诺维尔所属的省级选区为布瓦纪尧姆县。

## 人口

1962-2008年间伊斯诺维尔人口变化图示

伊斯诺维尔于2022年1月1日时的人口数量为3713人。